# Municipio de Upper Creek
El municipio de Upper Creek (en inglés: Upper Creek Township) es un municipio ubicado en el  condado de Burke en el estado estadounidense de Carolina del Norte. En el año 2010 tenía una población de 1.180 habitantes.

## Geografía
El municipio de Upper Creek se encuentra ubicado en las coordenadas 35°51′31.46″N 81°48′41.38″O / 35.8587389, -81.8114944.